# Willibald Berenda
Willibald Berenda (* 28. Juni 1955 in Wien) ist ein österreichischer Beamter und war von 1993 bis 2013 Leiter des Büros für Entschärfung und Entminung im Bundeskriminalamt. Vom 1. Juni 2013 bis 30. Juni 2017 war er Fachexperte für internationale Entschärfungsdienstangelegenheiten beim EKO COBRA / Direktion für Spezialeinheiten in der Generaldirektion für die öffentliche Sicherheit in Österreich. Nach Versetzung in den Ruhestand ist er seit 1. Juli 2017 ehrenamtlicher Laienmitarbeiter bei der österreichischen Polizeiseelsorge.

## Leben
Berenda legte im Jahr 1974 die Matura in der Höheren Bundes-, Lehr- und Versuchsanstalt für chemische Industrie, Fachrichtung Biochemie, in Wien ab und absolvierte danach beim Bundesheer den Grundwehrdienst. Daran anschließend trat Berenda 1975 als Chemiker in die Kriminaltechnische Zentralstelle des Bundesministeriums für Inneres der Republik Österreich in den Bundesdienst ein. 1988 nach Absolvierung des Aufstiegskurses und Ablegung der Dienstprüfung an der Verwaltungsakademie des Bundes wechselte er als rechtskundiger Beamter in die Asylbehörde des BMI und 1990 zu Bundesminister Franz Löschnak.
1993 wurde Berenda als Leiter des Entschärfungsdienstes im Zusammenhang mit der Briefbombenserie in Österreich bekannt, bei der nach dutzenden Sprengstoffanschlägen Franz Fuchs als Täter festgenommen werden konnte. Der Entschärfungsdienst war zu dieser Zeit in der Gefahrenabwehr Sprengstoff sowie in die Tatort- und Spurenauswertung eingebunden. Von 2004 bis 2013 war Berenda auch Kommissär für Sprengstoffangelegenheiten bei der ICAO in Montreal, Kanada in der IETC. IETC ist die „International Explosives Technical Commission“, die als Beratungsorgan für die ICAO im Zusammenhang mit der „Convention on the Marking of Plastic Explosives for the Purpose of Detection“ geschaffen wurde. Am 16. November 2009 wurde Berenda von Repräsentanten der 27 Mitgliedsstaaten von Europol in Den Haag, Niederlande, für zwei Jahre zum Vorsitzenden des EEODN (European Explosive Ordnance Disposal Network) gewählt und am 25. Oktober 2011 in Warschau, Polen für zwei Jahre wiedergewählt.
Willibald Berenda absolvierte Kurse und Seminare beim deutschen Bundeskriminalamt in Wiesbaden, bei der FBI-Akademie in Quantico beim spanischen Entschärfungsdienst sowie bei New Scotland Yard in London zum Tatortmanager nach Sprengstoffanschlägen. 2010 absolvierte Berenda das Post Blast Investigation Training beim ATF – Bureau of Alcohol, Tobacco, Firearms and Explosives.
Er ist verheiratet und Vater von zwei Kindern.

## Auszeichnungen
- 2013: Großes Ehrenzeichen für Verdienste um die Republik Österreich
- 1993: Silbernes Ehrenzeichen für Verdienste um die Republik Österreich
- 1985: Goldene Medaille für Verdienste um die Republik Österreich[2]
- Verdienstauszeichnung des Landes Oberösterreich
- Salzburger Festungsmedaille
- 2018: Ritterkreuz des päpstlichen Silvesterordens[3]